# Sainte-Terre

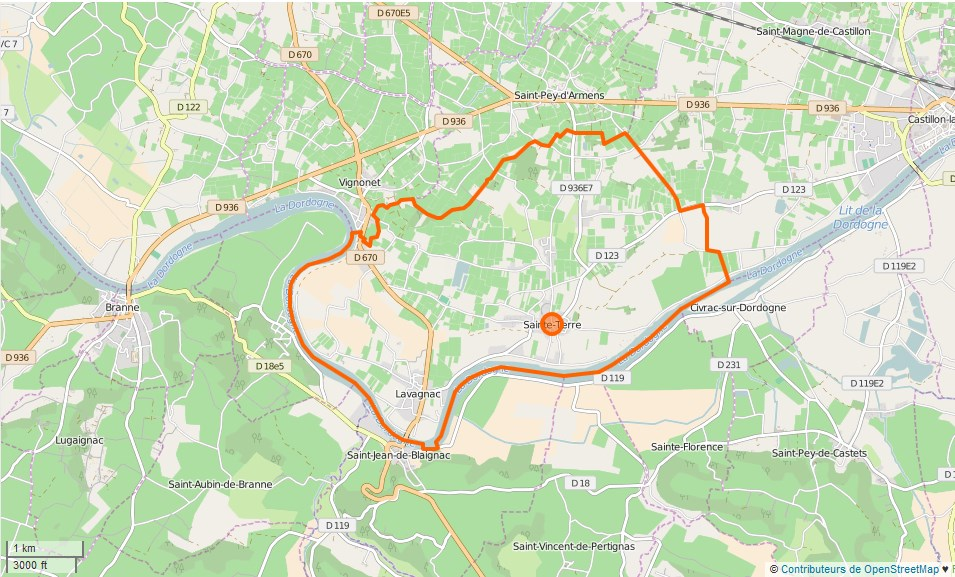
Gemeindegrenzen von Sainte-Terre

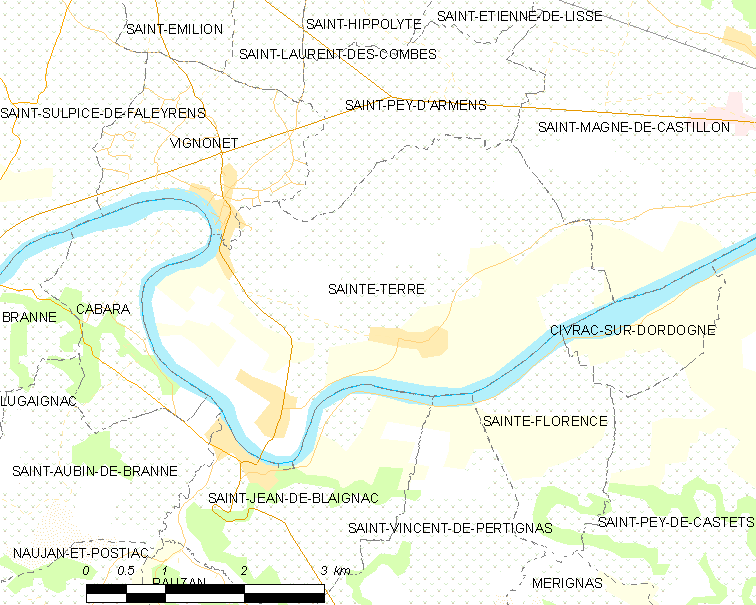
Umgebungskarte

Sainte-Terre (occitanisch: Senta Tèrra) ist eine südwestfranzösische Stadt mit 1890 Einwohnern (Stand 1. Januar 2022) im Département Gironde in der Region Nouvelle-Aquitaine.

## Lage
Die Gemeinde Sainte-Terre liegt auf einer Höhe von etwa zehn Metern ü. d. M. an zwei Flussschleifen der Dordogne. Die Entfernung nach Libourne beträgt etwa 15 Kilometer (Fahrtstrecke) in nordwestliche Richtung; bis nach Saint-Émilion sind es etwa zehn Kilometer. Sainte-Terre lag an einer Nebenstrecke des Jakobswegs.

## Geschichte
Die legendenhafte Überlieferung beginnt in der Zeit der Kreuzzüge. Ein Rückkehrer aus Palästina brachte angeblich ein wenig Erde von dort mit, die er an der höchsten Stelle des Ortes verstreute – darüber entstand zunächst eine kleine Kapelle, die später zu einer Kirche erweitert wurde.

### Bevölkerungsentwicklung
| Jahr      | 1968 | 1975 | 1982 | 1990 | 1999 | 2006 | 2017 |
| Einwohner | 1407 | 1355 | 1416 | 1564 | 1635 | 1737 | 1883 |

Im 19. Jahrhundert hatte der Ort meist um die 2000 Einwohner. Infolge der Reblauskrise im Weinbau kam es danach zu einem deutlichen Bevölkerungsrückgang.

## Sehenswürdigkeiten

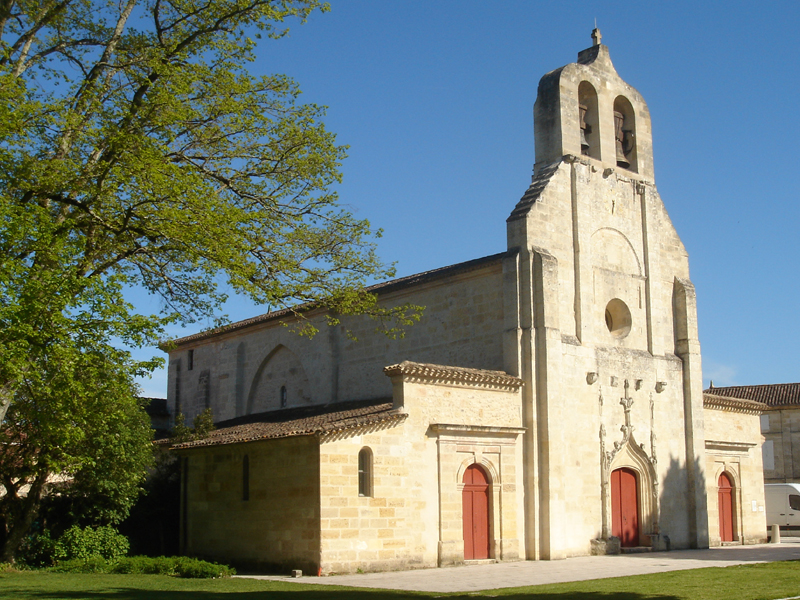
Sainte-Terre – Église Saint-Alexis

- Die Pfarrkirche Saint-Alexis ist ein einschiffiger Bau des 12. Jahrhunderts mit späteren Hinzufügungen – die Seitenschiffe stammen beispielsweise erst aus dem 19. Jahrhundert und die Westfassade mit ihrem Portal sind Schöpfungen des 15. Jahrhunderts. Das Portal zeigt einen spätgotischen Blend-Kielbogen sowie einen Korbbogen als oberem Abschluss des Eingangs. In der Zone darüber findet sich ein Rundfenster zur Belichtung des Kirchenschiffs. Darüber bildet ein zweigeteilter – ebenfalls von einem Kielbogen überhöhter – Glockengiebel den Abschluss der Fassade. Das Kirchenschiff besteht aus zwei Jochen; das Joch unmittelbar vor dem Chor stammt noch von der ursprünglichen Kapelle und ist mit einer Kuppel gewölbt. Die Kirche wurde im Jahre 1925 als Monument historique anerkannt.[1]

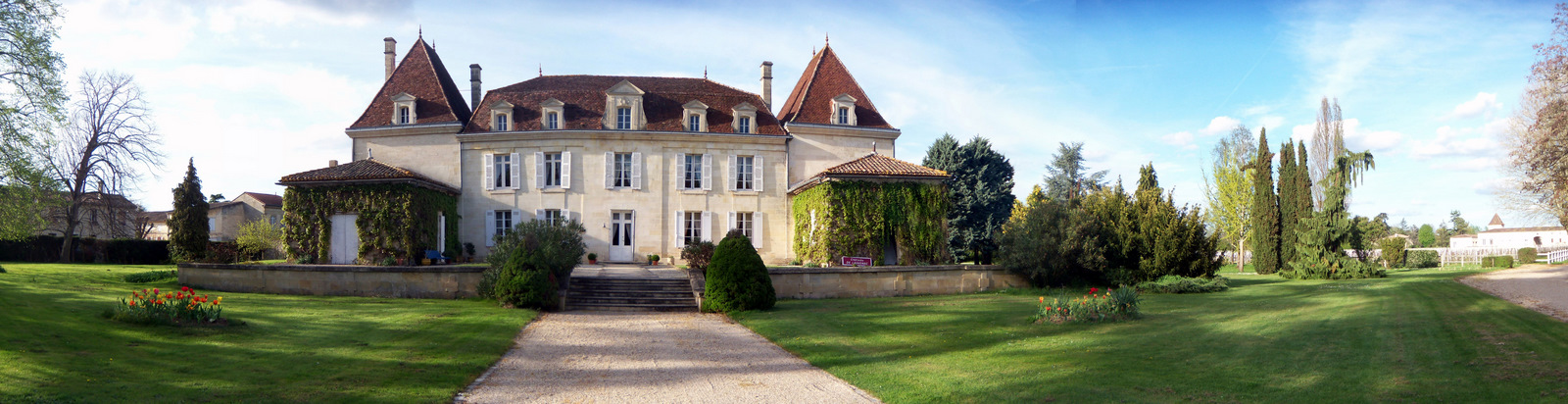
Château de Lavagnac

- Das Château de Lavagnac, ein Bau aus dem 18. Jahrhundert, befindet sich am Ortsrand. Zwei klobig wirkende Ecktürme mit quadratischem Grundriss rahmen den mittleren Wohntrakt (corps de logis). Dieser ist zweigeschossig und hat ein hochgezogenes und abgewalmtes Mansarddach mit fünf Lukarnenfenstern, von denen das mittlere erhöht ist; dahinter verbargen sich ursprünglich die Räume für das Dienstpersonal, die später auch als Lagerräume genutzt wurden.

## Wirtschaft
Auf dem Gebiet der Gemeinde wird seit Jahrhunderten Weinbau betrieben. Die produzierten Weine werden heute über die Appellationen Bordeaux und Bordeaux Supérieur (AOC) vermarktet. In den seichten und von kleinen Kanälen durchzogenen Uferbereichen am Unterlauf der Dordogne sieht man noch immer mehrere Fischer, die u. a. auf den Fang von Neunaugen spezialisiert sind; ein Neunauge ist auch im Stadtwappen zu sehen. Die Vermietung von Ferienwohnungen (gîtes) sowie der Kultur- und Weintourismus spielen ebenfalls eine wichtige Rolle für die Einnahmen der Gemeinde.